# Club Sparteam Voley
O Club Sparteam Comunidad Deportiva, que é um clube peruano da cidade de Lima dedicado as modalidades de voleibol e vôlei de praia. Atualmente disputa a Liga Nacional Superior de Voleibol que conquistou o terceiro lugar nacional na edição da Liga Nacional Superior de Voleibol de 2018.

## Histórico
Trabalhando as categorias de base, após mostrar êxito na categoria juvenil, o clube investiu no elenco adulto  para competir na elite do voleibol peruano em 2018, e conquistou seu primeiro pódio, ao finalizar na terceira colocação, derrotando na disputa o Unilever, sendo que na partida de ida o venceu por 3-2(19-25,25-17, 19-25, 25-23 e 20-18)
, perdendo na partida de volta por 3-1(25–19,14-25,25–20,25-16), o posto sendo definido no jogo extra, no qual devolveu o placar de 3-1, cujas parciais foram: 25–20,25-20,20–25 e 25-17.

## Títulos e resultados conquistados
Campeonato Sul-Americano de Clubes
Liga Nacional Superior de Voleibol (LNSV)
- Terceiro posto :2018[5]